# Garth (Shannara)
Garth è un personaggio immaginario della tetralogia L'Eredità di Shannara scritta da Terry Brooks.

## Storia
Garth è il fedele compagno di Wren Ohmsford che l'accompagnerà nei suoi viaggi nella ricerca degli Elfi. Egli è sempre al suo fianco e la difende in qualsiasi situazione.